# Интрезиљио (Фођа)
Интрезиљио (итал. Intresiglio) је насеље у Италији у округу Фођа, региону Апулија.
Према процени из 2011. у насељу је живело 31 становника. Насеље се налази на надморској висини од 42 м.